# سلسله جنگجویان (فیلم)
سلسله جنگجویان یا خاندان قهرمانان (به انگلیسی: Dynasty Warriors) یک فیلم فانتزی-اکشن محصول سال ۲۰۲۱ هنگ کنگ است که بر اساس یک مجموعه بازی ویدیویی ژاپنی با همین عنوان محصول کمپانی کویی تکمو ساخته شده است. همچنین این فیلم به عنوان یکی از اقتباس های سینمایی رمان داستان عاشقانه سه پادشاهی محسوب می شود. لوئیس کو، کارینا لاو تونی یانگ و ری لیو از جمله بازیگران این فیلم هستند. این فیلم در ۲۹ آوریل ۲۰۲۱ در هنگ کنگ و سپس در چین اکران شد.
نتفلیکس حق پخش جهانی فیلم را با شکستن رکورد قیمتی هشت رقمی برای یک فیلم زبان چینی خریداری کرد و آن را در ۱ ژوئیه ۲۰۲۱ پخش کرد. تا ۲۳ می ۲۰۲۱، این فیلم مجموعاً ۳٫۳۱ میلیون دلار در سراسر جهان فروخت. همچنین منتقدان بازخورد ضعیف تا متوسطی به فیلم دادند.